# 6470 Aldrin
A 6470 Aldrin (ideiglenes jelöléssel 1982 RO1) a Naprendszer kisbolygóövében található aszteroida. Antonín Mrkos fedezte fel 1982. szeptember 14-én.